# Phryxe prima
Phryxe prima là một loài ruồi trong họ Tachinidae.